# Jinan Qingqi Motorcycle
Jinan Qingqi Motorcycle est un constructeur chinois de scooters, cyclomoteurs et motos. Fondée en 1956, l'entreprise emploie 4 300 personnes (dont plus de 3 000 dans la production) et est basée à Jinan, dans la province de Shandong, en Chine.
L'entreprise vend des répliques de scooters anciens modèles Kymco, tels que le Filly ou le Top Boy, qui est encore construit aujourd'hui. La gamme Qingqi comprend, entre autres, des cyclomoteurs et des scooters (50 cm3, moteurs deux et quatre temps), scooters légers (125 cm3) et quads dans les classes de 50 à 250 cm3.

## Histoire
Jinan Qingqi Motorcycle est l'une des plus anciennes sociétés de motos chinoises avec Linhai Power. Fondée en 1956, le premier modèle, la Type-15, n'entrera en production qu'en 1965 et la marque Qingqi sera ainsi officiellement enregistrée.
En 2006, Peugeot Motocycles décide de s'associer avec Qingqi pour produire ses futurs véhicules en Chine. L'accord débute en 2008, mais Peugeot décide de garder son usine à Mandeure, dans le Doubs. Depuis ce partenariat, l'entreprise a notamment assemblé les Peugeot V-Clic et Kisbee, tout en gardant une disponibilité de Peugeot sur le marché français, notamment en pièces de rechange.